# Don (tratamiento)

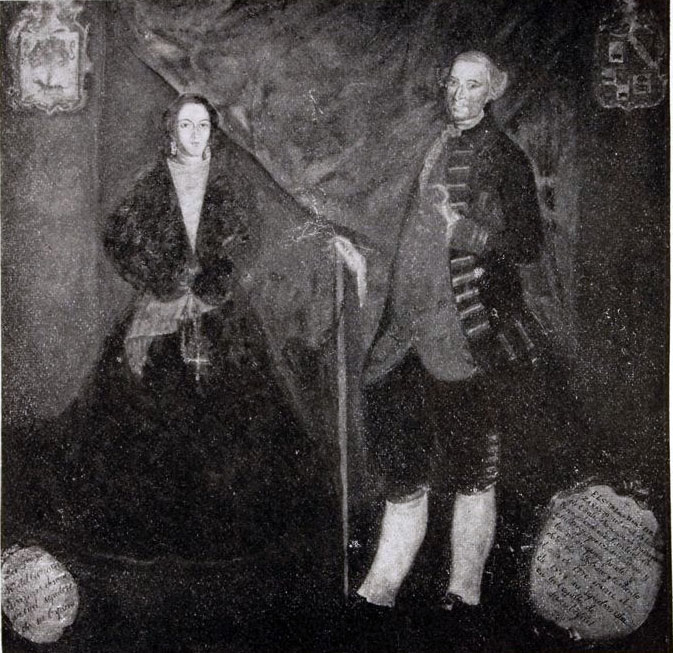
Doña Carmen Errázuriz de Zañartu y el corregidor don Luis Manuel Zañartu, nobles criollos de Chile.

Don (abreviado D.) o doña (abreviado Dña. o D.ª) es un vocablo de origen hispano muy usado protocolarmente que antecede al nombre de la persona y que se usa como una expresión de respeto, cortesía o distinción social.
En España y sus reinos de las Indias se usó para diferenciar al plebeyo del noble, o al criollo del común de las personas. Las personas que no tenían ejecutoría de nobleza eran gravadas en sus bienes y se les conocía como pecheros.
La anteposición de don al nombre de los varones y de doña al de las mujeres no indica un título sino un tratamiento deferencial cuyo uso tuvo grandes variaciones a lo largo del tiempo.

## Etimología
Según el Diccionario de la lengua española de la Real Academia Española, el tratamiento don proviene del latín domĭnus (propietario o señor), término que también dio origen a la palabra dueño. Atribuirle la abreviatura de de origen noble es una teoría proveniente de la interpretación literal de una chanza pero menos aceptada.

## Uso dedonydoña

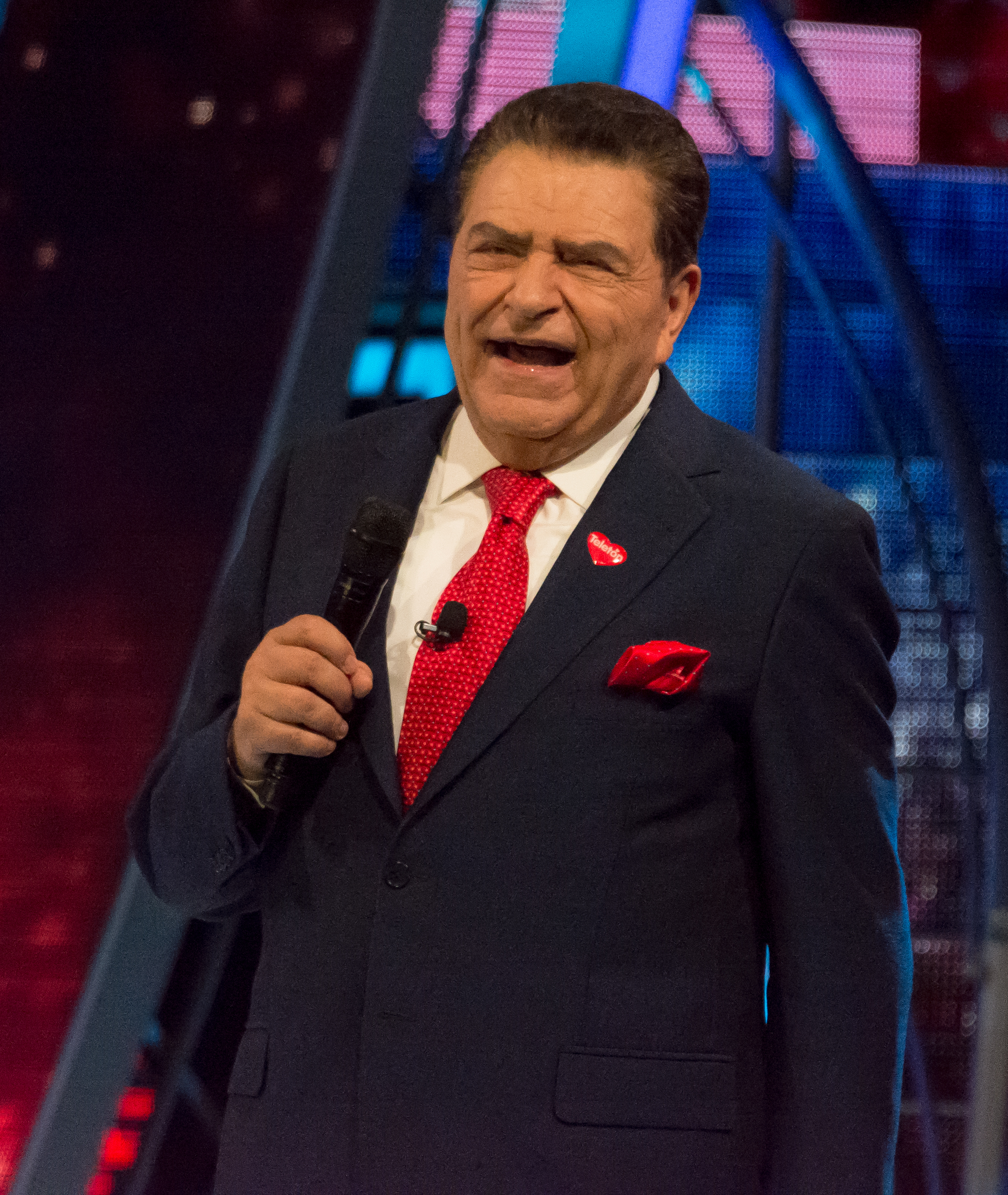
Mario Kreutzberger, más conocido por su apodo Don Francisco.

En su uso habitual se antepone solamente al nombre de pila o al nombre de pila seguido del apellido. En el caso de usar solo el apellido, el tratamiento correcto es el señor Hernández. Se considera vulgar (denotando el origen plebeyo del que hacía la referencia) o poco cortés (con intención de denigrar o mofarse de la persona a quien se le aplica) darle el tratamiento de don Hernández, o de señor Juan.
En la actualidad, el ascenso social de las clases poco educadas ha hecho que en algunas regiones de la Hispanidad la forma de uso de don/doña sea más arbitraria, según el lugar y la clase social del que lo aplica o lo recibe puede tener connotaciones muy diferentes:
- Respeto, sea por estatus social, edad, experiencia o logros personales.
- Afabilidad y buena crianza.
- Buena voluntad hacia la persona a quien se aplica, especialmente si quien lo hace es una de mayor estatus social.
- Desprecio cuando se usa sin el nombre, como en «esa doña» o en «es un don nadie» (alguien sin importancia).
- Trato condescendiente a personas de avanzada edad.

En el lenguaje callejero de finales del siglo XX y principios del XXI en algunas ciudades de Hispanoamérica, y especialmente la Centroamérica hispanohablante es frecuente el uso del término «don» sin que vaya seguido de nombre o apellido para referirse a cualquier varón (dale, don, dale). Puede considerarse equivalente al uso del término «tío» en la jerga callejera española o «güey» en la mexicana. En ese mismo ámbito geográfico y ambiente cultural, en femenino se utiliza mucho el diminutivo «doñita», que en España se dejó de utilizar hace siglos. Este diminutivo tampoco se suele usar seguido de nombre. En general en Hispanoamérica los tratamientos formales de «don» o de «doña» son ya infrecuentes. Se prefiere el tratamiento «Sr.» o «Sra.» incluso antes del nombre o, con mayor prioridad, el título profesional («doctora», «ingeniero», «licenciada», «juez»...).
En otros idiomas, especialmente en portugués (Dom y Dona), italiano y en menor medida francés, el tratamiento «don» tuvo un uso histórico muy similar al español, aunque mucho más esporádico y localizado, pero en la actualidad queda restringido a la curia católica, y solo de forma muy ocasional, salvo en el sur de Italia, donde sigue siendo de uso frecuente. Ejemplos de esos usos son Don Manuel II, el célebre personaje Don Camilo, de Giovanni Guareschi, o el champán Dom Perignon.

## Historia

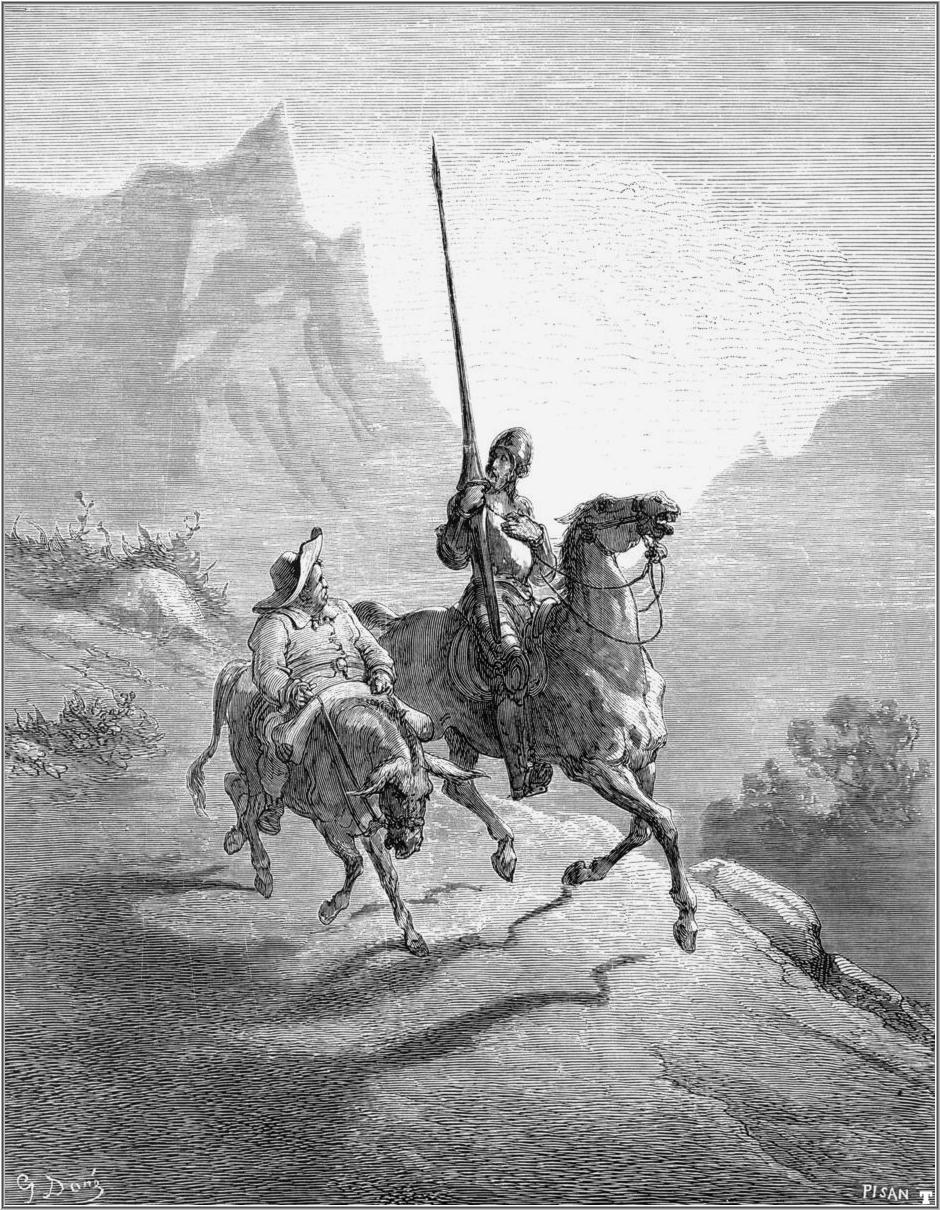
Ilustración de Don Quijote de la Mancha, de Gustave Doré.

El tratamiento se daba originalmente solo a Dios, a Jesucristo y a los santos. En la España medieval se aplicó inicialmente solo a los reyes, a los grandes nobles a quienes los monarcas consideraban sus primos (del latín primus, primero) y los más altos cargos eclesiásticos, como los de arzobispo y cardenal.
Con posterioridad, en épocas variables en los diversos reinos, se generalizó el tratamiento a algunos hidalgos y sus descendientes, pero nunca a los plebeyos. Esto requería la figuración en el padrón de hidalgos que usualmente se guardaba en los cabildos, incorporación para la que normalmente había que efectuar probanza de nobleza.
Su uso en España parece haber sido rigurosamente acotado hasta bien pasada la Edad Media, probablemente hasta fines del siglo XVIII o comienzos del XIX. Cuando el hidalgo Alonso Quijano adopta el nombre de don Quijote de la Mancha, Sancho reflexiona sobre ese don, que no tenía derecho a usar quien hasta ayer era solamente merced. Hubo, sin embargo, continuas incorporaciones al grupo de los merecedores de ese tratamiento, como el de los doctorados por una universidad. Con fecha 3 de julio de 1611 el rey don Felipe III de España mandó que su uso estuviese limitado a obispos, condes, mujeres e hijas de los hidalgos y los hijos de personas tituladas, aunque fuesen bastardos. Medio siglo después, cuando los monarcas españoles necesitaron aumentar sus ingresos, pusieron en venta tanto los títulos de hidalguía como el derecho al uso del don/doña. Por real cédula del 3 de julio de 1664 se estableció que su costo sería de doscientos reales por «una vida», de cuatrocientos por «dos vidas» y de seiscientos los «a perpetuidad». En no pocos casos incluía un escudo de armas.
La situación fue diferente en las posesiones españolas en América. En 1573 el rey don Felipe II, en las ordenanzas del bosque de Segovia, concedió el carácter de hidalgo, aunque no necesariamente el tratamiento de don/doña, a todos sus conquistadores y primeros pobladores. El uso del tratamiento se generalizó por simple asentamiento en los registros parroquiales de bautismos, confirmaciones, casamientos y sepulturas, así como en muchos cabildos. Aunque este abuso causó que algunas audiencias americanas intimaran al cumplimiento de las ordenanzas reales, el uso parece haber continuado según la práctica americana de la época del se acata, pero no se cumple. En la práctica, ya que no había registros especiales que autorizaran su uso, el tratamiento fue otorgado por consenso de los pares y denotaba la pertenencia al nivel social más alto, sea en lo político (cargos militares, de cabildo, de gobernación o virreinato) o en lo económico (grandes comerciantes y encomenderos). Posteriormente su aplicación se fue extendiendo a todos los estratos sociales, y su forma de uso se hizo más libre.
Los jefes indios americanos, considerados nobles, también recibieron el tratamiento durante todo el período virreinal. A partir de la independencia de los países americanos, su uso perdió las connotaciones usuales, siendo muy variable en los distintos nuevos países. En las Provincias Unidas del Río de la Plata (actuales Argentina y Uruguay), por ejemplo, se otorgó el tratamiento de don a los esclavos libertos que lucharon contra los españoles realistas.

## Su uso actual
El tratamiento de don y de doña solo se da a personas que pertenecen al mundo hispano, sea por su nacimiento o por matrimonio. Así lo confirma el que se pueda decir por ejemplo, el presidente de la República de Costa Rica don Rodrigo Chaves, pero nunca el presidente de EE. UU. don Barack Obama. De la misma manera; la española Fabiola de Mora y Aragón fue tratada de doña hasta el día de su matrimonio, pero desde entonces solo se refiere a ella como la reina Fabiola de Bélgica. Por su parte, Sofía de Grecia y su hermana Irene, nacidas princesas de Grecia; no eran doñas. Por el matrimonio de la primera con un príncipe español; ésta se convirtió en doña Sofía, pero su hermana nunca es tratada de doña Irene.

### En España
En España, el uso de don y doña está cada vez más limitado a los escritos, a los títulos académicos expedidos a partir del nivel de bachillerato, al trato dado a los maestros de escuela y a los sacerdotes católicos. Se suele emplear también en eventos públicos, para presentar a personas de edad avanzada y trayectoria personal o profesional destacada, siempre como una muestra de afecto y reconocimiento del interlocutor o de la comunidad en general.

### En Hispanoamérica
En el continente americano el tratamiento se suele otorgar con mayor facilidad. Muy frecuentemente se trata de don a toda persona después de los 60 años o del matrimonio. En ciertos países, es el tratamiento dado solo a individuos que se han ganado el respeto de la comunidad (caso de México).
En el caso colombiano se trata de don no solo por ser una persona de mayor edad, sino cuando existe una diferencia en la jerarquía de la persona (estatus), por lo que una persona de mayor edad podría llamar Don + nombre a alguien menor si este ocupa una posición laboral más alta.

## Ortografía
Aunque en el pasado se ha escrito habitualmente con mayúscula inicial por motivos de respeto, hoy día debe escribirse con minúscula inicial, al igual que con todos los tratamientos, tanto cuando precede al nombre propio (doña Analía, don Luis) como cuando va sin él (¿Cómo se encuentra, don?). En tanto, la abreviatura sí se escribe con mayúscula inicial (D.ª Analía, D. Luis).